# Federación Obrera Regional Argentina

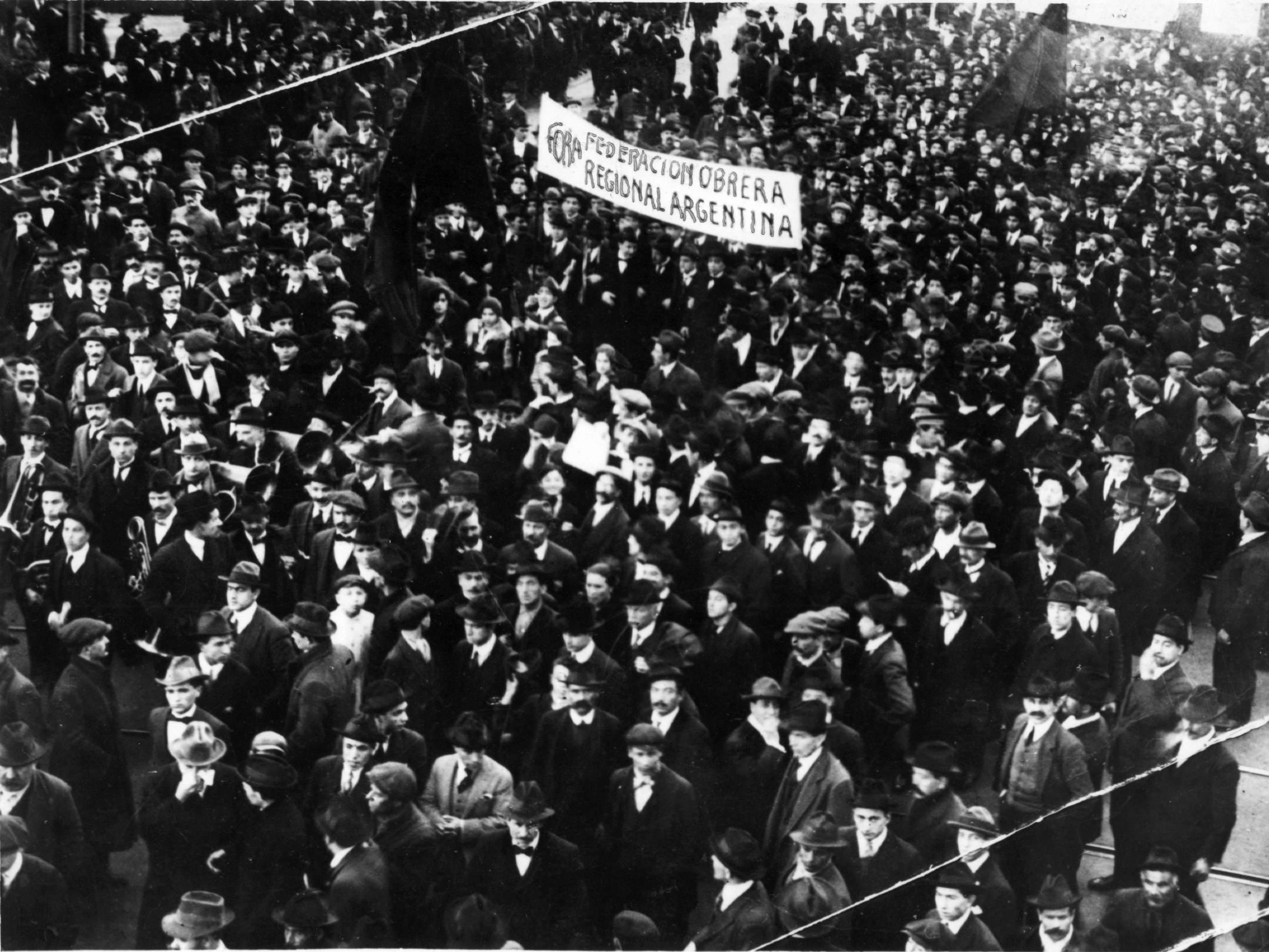
Manifestació de la FORA (ca. 1915)

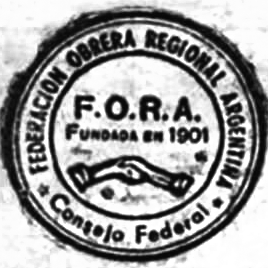
Segell de la FORA

La Federació Obrera Regional Argentina (FORA) és una federació obrera argentina fundada el 25 de maig de 1901 amb el nom de Federació Obrera Argentina i denominant-se FORA a partir del seu quart congrés a l'agost de 1904. Va tenir una destacada actuació fins als anys trenta. A partir del seu cinquè congrés va aprovar i va recomanar a tots els seus adherents, la propaganda i il·lustració sobre els principis econòmics i filosòfics del comunisme anàrquic entre 1905 i 1915.
En 1915, la FORA va eliminar l'adhesió al comunisme anàrquic, la qual cosa va portar a la desafiliación de diversos sindicats anarquistes, creant-se dues centrals: la FORA del V Congrés (anarquista) i la FORA de l'IX Congrés (majoria sindicalista i minories socialista i comunista). La FORA de l'IX Congrés (sindicalista) es autodisolvió en 1922 per formar la Unió Sindical Argentina (USA), que al seu torn seria una de les fundadores de la Confederació General del Treball (CGT) en 1930. La FORA del V Congrés decaure i als anys seixanta pràcticament havia desaparegut. Cap a l'any 2000, se'n va començar una reactivació.
A partir de 1885 les associacions gremials argentines a més de les seves característiques primigènies de societats de socor mutu van començar a plantejar-se la lluita per reivindicacions econòmiques, la reducció de la jornada laboral i altres reivindicacions laborals.
Sobre aquest tema, així s'expressava Antonio Pellicer Paraire, militant anarquista català amb activitat a Buenos Aires:
| «                                             | La organización puede ser y es perfectamente dualista, dividida en dos ramas paralelas… Así, una rama de la organización obrera, que puede denominarse revolucionaria, la constituyen aquellos plenamente convencidos que trabajan rectamente por el triunfo del ideal; y otra rama, que puede llamarse económica, constituida por las masas obreras que pugnan por mejorar su condición, contrarrestando los abusos patronales, no bien convencidos aún de que, si los esfuerzos empleados por parciales mejoras se hicieran por la completa emancipación, con menos sacrificios y tiempo, esta se lograría. | » |
| — La Protesta Humana, 17 de noviembre de 1900 | |   |